# Tornos (kommunhuvudort)
Tornos är en kommunhuvudort i Spanien.   Den ligger i provinsen Provincia de Teruel och regionen Aragonien, i den östra delen av landet, 200 km öster om huvudstaden Madrid. Tornos ligger 1 024 meter över havet och antalet invånare är 237.
Terrängen runt Tornos är kuperad åt nordost, men åt sydväst är den platt. Runt Tornos är det glesbefolkat, med 11 invånare per kvadratkilometer. Närmaste större samhälle är Calamocha, 12,4 km öster om Tornos. Omgivningarna runt Tornos är i huvudsak ett öppet busklandskap.